# Shonan Bellmare 2011
Questa voce raccoglie le informazioni riguardanti lo Shonan Bellmare nelle competizioni ufficiali della stagione 2011.

## Stagione
Nella stagione successiva alla retrocessione dalla massima serie, lo Shonan Bellmare non entrò mai nella bagarre per le posizioni valide per la promozione, concludendo invece nella metà inferiore della classifica. Al termine della stagione la squadra giunse sino ai quarti di finale di Coppa dell'Imperatore, dove fu eliminato dai futuri finalisti del Kyoto Sanga.

## Maglie e sponsor
Le divise, prodotte dalla A-Line, recano lo sponsor Sanno Institute of Management.
| Manica sinistra · Maglietta · Maglietta · Manica destra · Pantaloncini · Pantaloncini · Calzettoni | Manica sinistra · Maglietta · Manica destra · Pantaloncini · Calzettoni |  |

## Rosa
| N. |                          | Ruolo | Calciatore         |
| -- | ------------------------ | ----- | ------------------ |
| 1  | Giappone (bandiera)      | P     | Yōsuke Nozawa      |
| 2  | Giappone (bandiera)      | D     | Shoma Kamata       |
| 3  | Giappone (bandiera)      | D     | Kentaro Ohi        |
| 4  | Giappone (bandiera)      | D     | Takahiro Yamaguchi |
| 5  | Giappone (bandiera)      | D     | Kōhei Usui         |
| 6  | Giappone (bandiera)      | C     | Ryōta Nagaki       |
| 7  | Giappone (bandiera)      | D     | Naoya Ishigami     |
| 8  | Giappone (bandiera)      | C     | Kōji Sakamoto      |
| 9  | Giappone (bandiera)      | A     | Yutaka Tahara      |
| 10 | Brasile (bandiera)       | C     | Adiel              |
| 11 | Giappone (bandiera)      | A     | Yūki Maki          |
| 13 | Giappone (bandiera)      | C     | Yoshiki Hiraki     |
| 14 | Giappone (bandiera)      | C     | Daisuke Kikuchi    |
| 15 | Corea del Sud (bandiera) | C     | Han Kook-Young     |
| 16 | Giappone (bandiera)      | P     | Takuya Matsumoto   |
| 17 | Giappone (bandiera)      | A     | Ryūta Sasaki       |

| N. |                          | Ruolo | Calciatore     |
| -- | ------------------------ | ----- | -------------- |
| 18 | Corea del Sud (bandiera) | D     | Song Han-Ki    |
| 19 | Guam (bandiera)          | C     | Ken Iwao       |
| 20 | Giappone (bandiera)      | C     | Yuki Igari     |
| 21 | Giappone (bandiera)      | P     | Yōhei Nishibe  |
| 22 | Giappone (bandiera)      | C     | Yuya Nakamura  |
| 23 | Giappone (bandiera)      | A     | Kaoru Takayama |
| 24 | Giappone (bandiera)      | D     | Yuki Ozawa     |
| 25 | Corea del Sud (bandiera) | P     | Kim Yong-Gwi   |
| 26 | Giappone (bandiera)      | C     | Wataru Endō    |
| 27 | Giappone (bandiera)      | P     | Nobuyuki Abe   |
| 28 | Giappone (bandiera)      | D     | Naoto Matsuo   |
| 29 | Giappone (bandiera)      | C     | Isamu Matsuura |
| 30 | Brasile (bandiera)       | A     | Lucas          |
| 32 | Giappone (bandiera)      | D     | Kento Fukuda   |
| 33 | Giappone (bandiera)      | A     | Takuya Muraoka |
| 34 | Giappone (bandiera)      | D     | Yūzo Iwakami   |

## Statistiche

### Statistiche di squadra
| Competizione          | Punti | Totale | Totale | Totale | Totale | Totale | Totale | DR |
| Competizione          | Punti | G      | V      | N      | P      | Gf     | Gs     | DR |
| --------------------- | ----- | ------ | ------ | ------ | ------ | ------ | ------ | -- |
| J. League Division 1  | 46    | 38     | 12     | 10     | 16     | 46     | 48     | -2 |
| Coppa dell'Imperatore | -     | 4      | 3      | 0      | 1      | 6      | 2      | +4 |
| Totale                | -     | 42     | 15     | 10     | 17     | 52     | 50     | +2 |